# Maurice Leroy
Maurice Leroy (ur. 2 lutego 1959 w Paryżu) – francuski polityk i ekonomista, od 2010 do 2012 minister ds. miast.

## Życiorys
Ukończył studia ekonomiczne. W 1982 rozpoczął pracę w administracji terytorialnej jako dyrektor gabinetu mera Orly. Od 1984 do 1990 pełnił funkcję doradcy ds. finansów jednej z grup senackich. W latach 1989–2001 był merem Le Poislay.
W latach 90. pracował w gabinetach politycznych ministrów Charles’a Pasqua i Érica Raoulta. W 1994 po raz pierwszy wybrany do rady departamentu Loir-et-Cher, uzyskiwał reelekcję w kolejnych wyborach lokalnych. W 2004 został przewodniczącym tej rady. Od 2001 do 2008 przewodniczył stowarzyszeniu zrzeszającemu radnych rad generalnych.
W 1997 i 2002 z ramienia Unii na rzecz Demokracji Francuskiej był wybierany do Zgromadzenia Narodowego. W latach 2004–2006 pełnił funkcję wiceprzewodniczącego tej izby francuskiego parlamentu.
W 2007 brał udział w kampanii prezydenckiej François Bayrou. Przed drugą turą wyborów prezydenckich (wbrew liderowi UDF) zdecydował się wraz z większością posłów unii poprzeć kandydaturę Nicolasa Sarkozy’ego. Opowiedział się za powrotem centrystów do „Większości Prezydenckiej”, oraz sprzeciwił się koncepcji utworzenia Ruchu Demokratycznego. Wraz z grupą działaczy skupionych wokół Hervégo Morina współtworzył nowe ugrupowanie pod nazwą Nowe Centrum.
W tym samym roku uzyskał reelekcję na kolejną kadencję. 14 listopada 2010 objął urząd ministra ds. miast w trzecim rządzie François Fillona. Funkcję tę pełnił do 15 maja 2012. W wyborach parlamentarnych w 2012 i w 2017 po raz kolejny wybierany na deputowanego. W 2018 został wiceprzewodniczącym rady departamentu Loir-et-Cher, w związku z czym odszedł z parlamentu.